# Mura della Mirandola
Le mura della Mirandola erano un sistema di fortificazioni che cingevano completamente la città di Mirandola.
Costruite a pianta ottagonale a partire dal XVI secolo, le fortificazioni protessero la città durante i numerosi assedi che si susseguirono fino al XVIII secolo, facendo guadagnare alla piccola capitale del regno della famiglia Pico la fama di fortezza inespugnabile, tanto che nell'accademia militare francese di Saint-Cyr era in uso l'espressione "imprenable comme une Mirandole" (imprendibile come una Mirandola).
Le fortificazioni vennero abbattute nel XIX secolo e al loro posto venne realizzato l'attuale anello dei viali di circonvallazione, avente una circonferenza di circa due chilometri. Una brevissima porzione delle mura, lunga appena 26 metri, è tuttora visibile all'angolo del castello dei Pico.

## Storia

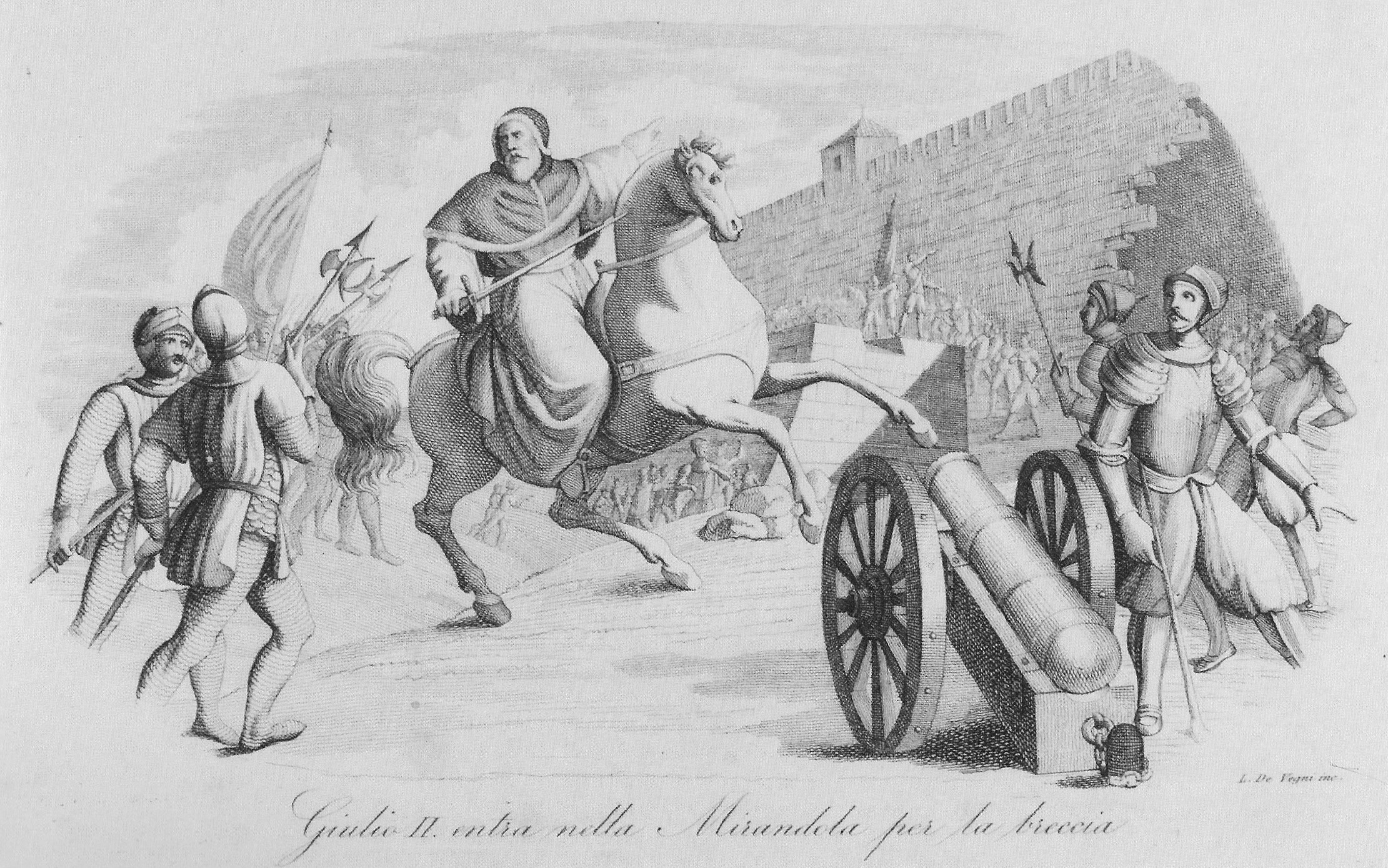
L. De Vegni, Giulio II entra nella Mirandola per la breccia

La prima menzione di un castrum Mirandulae risale al 1049, confermato in un'investitura dell'abbazia di Nonantola del 1115. Mentre nel 1212 e nel 1264 viene citato un locus qui dicitur Mirandula, in un documento del 1267 compare il castrum Mirandulae con il vicino fortilizio della Motta dei Papazzoni (Mota Papazonum) a Cividale. Nel 1267, in seguito alla cessione di Bernardo Pico, il castello della Mirandola vennero rasi al suolo dai modenesi. Nel testamento di Prendiparte Pico del 1275 si cita una "rocchetta" di Mirandola (Mirandula proprio rochetam).
Nel 1321 il castrum di Mirandola era circondato da un vallum, che fu spianato dai Bonaccolsi dopo l'assedio del duca Passerino. Il castello venne poi riedificato dai Gonzaga nel 1330. Nella prima metà del XIV secolo, altre fortificazioni erano presenti tutto intorno alla Mirandola e in mano ad esponenti dei Figli di Manfredo.
Già nel XV secolo e fino alla prima metà del XVI secolo è attestata una cinta muraria a forma di quadrilatero, rinforzata agli angoli da torri e bastioni. Lo storico Leandro Alberti attesta nel 1577 che sotto al ponte di accesso alla cittadella vi era una pietra che ricordava la costruzione delle mura avvenuta nel 1490 per volere di Giovanni Francesco II Pico della Mirandola.
A seguito dell'assedio della Mirandola del 1510-1511, con cui Papa Giulio II riuscì ad espugnare la Mirandola, la famiglia Pico della Mirandola iniziò un risistemazione urbanistica per unire il borgo del castello con il cosiddetto borgo nuovo, ingrandendo così le fortificazioni cittadine e portando la base urbanistica della città a forma quadrangolare.
La costruzione dei bastioni dei rivellini avvenne dal 1522 circa al 1524, mentre i bastioni angolari furono realizzati tra il 1541 e il 1544: in tal modo la città della Mirandola è considerata una delle prime città interamente bastionate in Italia.

### Le mura della città ideale

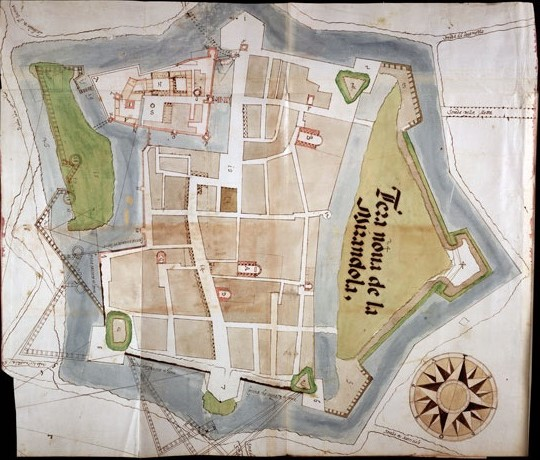
Progetto di città ideale attribuito a Giambattista Pelori (XV secolo)

Dopo l'assedio della Mirandola del 1551 di papa Giulio III, la famiglia Pico decise di realizzare un imponente progetto di ingegneria militare, moderno e molto costoso dal punto di vista economico, ma che garantì alla città una grande situazione di sicurezza contro gli assedi grazie alla fortificazione alla moderna, conferendole altresì grande prestigio a livello internazionale.
Risalgono alla metà del XVI secolo due disegni con le fortificazioni della Mirandola e del borgo di San Martino conservati all’Archivio di Stato di Torino e da alcuni attribuiti all'ingegnere militare Giovanni Battista Pelori, che disegnano una tipica "città ideale" del Rinascimento a forma ottagonale.  le mura vennero ulteriormente rafforzate tra il 1561 e il 1566, innestando le nuova mura a quelle preesistenti e realizzando tre nuovi baluardi (dei Gesuiti, dei Cappuccini e dei Servi). Nel 1577 venne rifatto il bastione del castello e vennero costruiti il nuovo bastione di Cantarana spianando l'isola-giardino e il nuovo bastione di San Martino. Dopo circa 50 anni venne così completata la cinta muraria ottagonale, con otto bastioni e mura spesse due o tre metri. L'unica porta di accesso alla cittadella, chiamata Porta Mantova, era posta nell'angolo settentrionale dell'ottagono, nei pressi dell'oratorio della Madonnina, difesa dai cannoni del castello dei Pico e del Torrione. In alcuni bastioni erano però nascoste piccole porte di soccorso per ricevere aiuti esterni durante gli assedi o porte di sortita per far uscire inaspettatamente cavalieri e soldati per tentare le sortite contro le linee di comunicazione delle forze assedianti.

### Demolizione

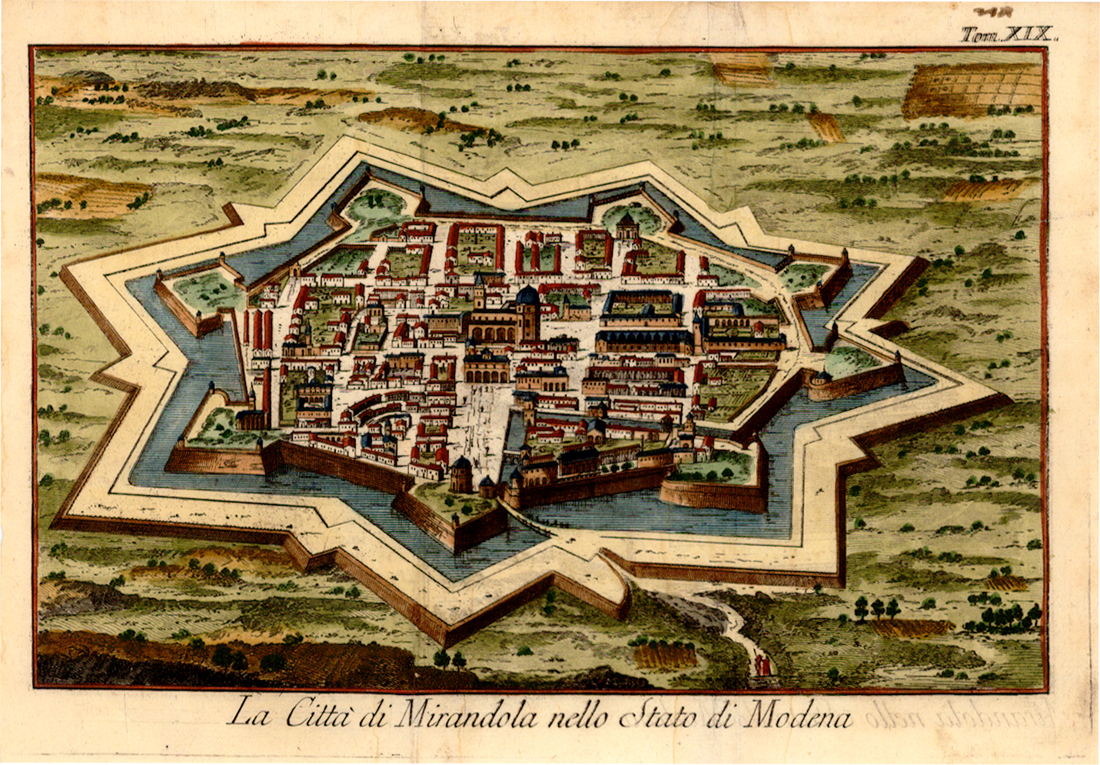
La Città di Mirandola nello Stato di Modena (circa 1750)

Al'inizio del XVIII secolo, le strutture difensive di Mirandola avevano raggiunto la loro massima articolazione ed estensione, secondo i canoni dell'epoca. Tuttavia, dopo la cacciata di Francesco Maria II Pico a seguito dell'assedio della Mirandola del 1705 e la successiva acquisizione di Mirandola da parte del duca di Modena, iniziò il lungo declino della città: nonostante la posizione strategica che rese la città teatro di grandi scontri bellici e numerosi assedi (in particolare si ricordano quelli del 1734, 1735 e 1742), i sistemi difensivi non furono più potenziati per rispondere al progresso dell'arte militare, ma furono sottoposti soltanto ad una manutenzione ordinaria continua. Peraltro, il duca di Modena decise di avviare una prima fase di abbassamento delle mura, avvenuta tra il 1783 ed il 1832.
Solo nel 1768 venne aperta al termine della va Montebello (odierna via Roma) la "Porta Maddalena", chiamata anche "Porta Modena", progettata dall'ingegnere Sermoizans per facilitare i collegamenti con il capoluogo estense.
Nel 1783 il duca Ercole III d'Este, oltre a far demolire i ruderi del castello danneggiati dall'esplosione del Torrione del 1714, ordinò l'abbassamento della cinta muraria e la chiusura dei fossati prosciugati con la terra ricavata. Al contempo, vennero abbattute tutte le torri (tranne quella dell'orologio, poi distrutta nel 1888) e alcune fortificazioni periferiche.
L'indebolimento delle difese cittadine consentì nel 1796 l'invasione da parte dell'esercito napoleonico, mentre la rivolta della Mirandola del 1799 comportò l'occupazione della città da parte di 3.000 mantovani.
In seguito alla Restaurazione del duca di Modena, le mura di Mirandola furono ulteriormente danneggiate per prelevarne materiale da costruzione, nonostante un tentativo di restauro compiuto dal podestà di Mirandola, conte Felice Ceccopieri.
Durante il Risorgimento e i primi anni dell'Unità d'Italia le vecchie mura furono rinforzate dal generale Manfredo Fanti, che le fece accrescere di trinceramenti e terrapieni esteriori, in vista di una ormai imminente guerra verso il vicino Lombardo-Veneto.

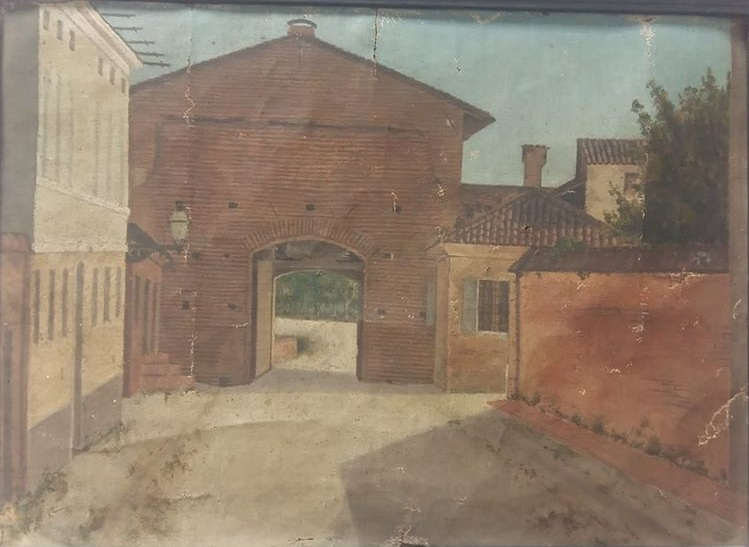
Benvenuto Berni, Porta Modena a Mirandola (XIX secolo)

Dopo la terza guerra d'indipendenza italiana del 1866, che portò all'annessione del mantovano al Regno d'Italia, la città di Mirandola cessò di essere un punto militarmente strategico, cosicché con il Regio Decreto n. 3549 del 24 febbraio 1867 fu stabilito che la cinta urbana della città di Mirandola cessava di essere considerata come opera fortificata, cessando di conseguenza di essere soggetti a servitù militare i terreni adiacenti alle opere stesse.
L'opera di demolizione delle mura della Mirandola venne poi completata tra il 1876 ed il 1896. All'inizio del 1878, il sindaco Latino Lingeri, sentito il parere della giunta e del consiglio comunale, ordinò la demolizione delle mura e l'interramento dei fossati con la motivazione che non servivano più da un punto di vista strategico-militare ed impedivano lo sviluppo urbanistico della città verso l'esterno. Inoltre, lavori avrebbero offerto occupazione a molti braccianti mirandolesi, che all'epoca manifestavano davanti al palazzo municipale reclamando pane e lavoro. Il materiale di risulta e i terreni vennero venduti per nuove edificazioni.
Il 4 giugno 1883 venne approvata dal consiglio comunale la costruzione della stazione ferroviaria della linea Modena-Mirandola/Finale (inaugurata il 16 settembre 1883), costruita sui terreni spianati degli ex terrapieni, mentre sul perimetro del centro storico venne realizzato uno stradone ad anello, tuttora presente e noto come circonvallazione.
Per dare risposta alla crescente crisi economica, il 23 maggio 1887 il consiglio comunale deliberò altre demolizioni che si conclusero nella primavera del 1889, seguite da scioperi per la mancanza di lavoro e dure proteste della cittadinanza a cui fece fronte l'intervento delle forze dell’ordine.
Nel 1890 venne abbattuta l'ultima porzione occidentale delle mura, portando alla luce alcuni resti di costruzioni medioevali e reperti risalenti a vari assedi. In tale occasione venne piantata l'alberatura che abbellisce i viali della circonvallazione.
Risale al 1896 la demolizione dell'ultimo bastione del castello dei Pico.

## Struttura
La cinta muraria, avente una circonferenza di circa due chilometri, circondava completamente la città di Mirandola.
Oltre il muro di cinta erano presenti fossati profondi e di larghezza compresa tra 50 e 200 metri, al cui margine esterno vi era la prima linea difensiva, composta da terrapieni e fortificazioni più piccole e realizzate per rallentare l'avanzata degli eserciti nemici.

## Bastioni

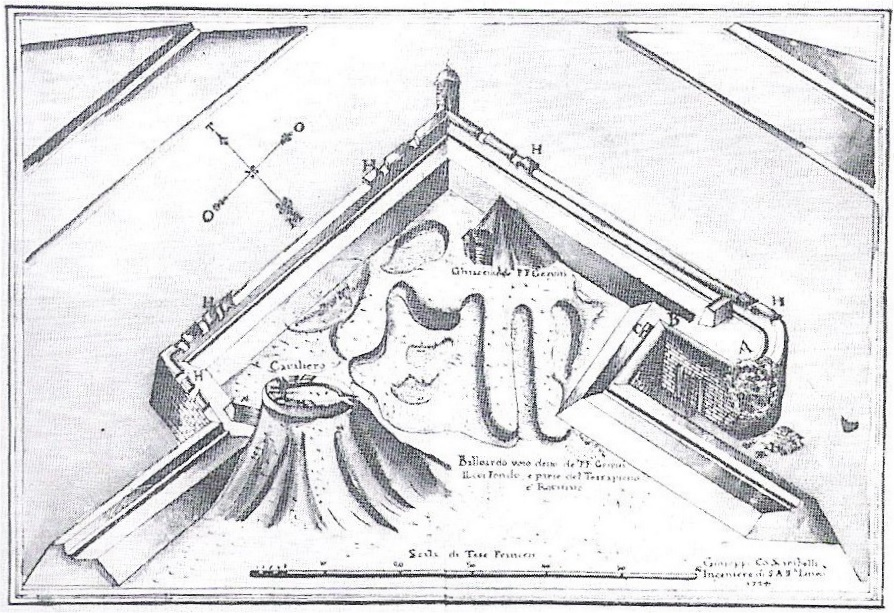
Bastione dei Gesuiti

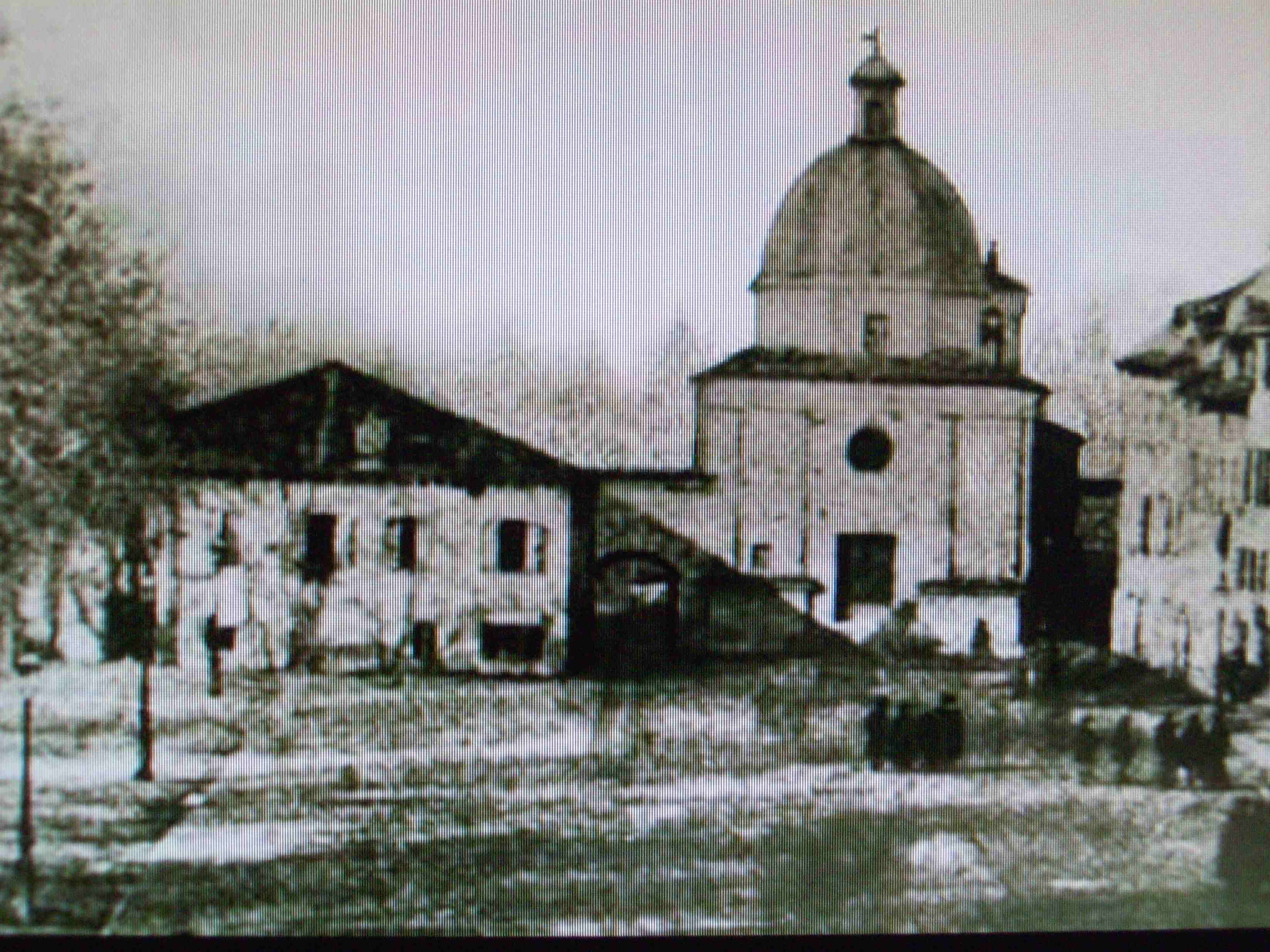
L'oratorio della Madonnina nel 1868, con a lato gli ultimi resti delle mura

Agli otto angoli della cinta muraria vennero realizzati in tempi diversi altrettanti bastioni che ospitavano anche le artiglierie utilizzate per le finalità difensive.
Il bastione della Porta venne costruito nel 1524 per volere di Giovanni Francesco II Pico della Mirandola per proteggere meglio la Porta Mantova, unico accesso alla città, che fino ad allora era presidiata da una piccola fortificazione vicino al ponte levatoio.
Il baluardo di San Francesco venne fatto costruire da Galeotto II Pico tra il 1541 ed il 1544. Dopo l'assedio della Mirandola del 1551 di papa Giulio III, venne ampliato tra 1561 ed il 1566 e ridenominato nel XVII secolo come bastione dei gesuiti per la vicinanza con la chiesa del Gesù e il convento dei frati gesuiti.
Tra il 1561 ed il 1566 venne realizzato il baluardo della Giazzara, meglio noto poi come bastione dei Cappuccini, data la vicinanza al convento dei frati Cappuccini posto a fianco della chiesa di Santa Caterina in via Larga di Terranova (oggi via Francesco Montanari).
Sempre tra il 1541 ed il 1544 e poi ampliato tra il 1561 ed il 1566, Galeotto II fece costruire il baluardo di san Giorgio, detto anche bastione dei Servi, così chiamato per la vicina chiesa ed il convento dei frati Serviti, costruiti nel XVIII secolo alla fine di via Fulvia da Correggio.
Il baluardo del Bonaga venne ricostruito da Alessandro I Pico della Mirandola tra il 1620 e il 1625, chiamato in seguito bastione di Strada Grande (attuale via Giovanni Pico).
Il baluardo di San Martino venne fatto costruire da Galeotto II tra il 1541 ed il 1544 all'inizio dell'odierna via per San Martino Carano. Prese poi il nome di bastione di San Ludovico o bastione delle monache, essendo vicino alla chiesa di San Ludovico e al convento delle suore Clarisse. Il bastione era prospiciente .
Il baluardo di Cantarana, detto anche bastione di Sant'Agostino venne fatto realizzare nel 1576 da Fulvia da Correggio, spianando l'isola-giardino voluta da Gianfrancesco II Pico che si trovava nei pressi dell'odierno palazzo della Cassa di risparmio di Mirandola.
Il bastione del castello venne rafforzato nel corso 1576 da Fulvia da Correggio. Questo bastione, l'ottavo, è tuttora visibile in parte, nella parte occidentale del castello dei Pico. Il lacerto di mura che si è conservato, della lunghezza di 26 metri, consente di collocare la cortina muraria nella sua esatta posizione rispetto sia agli edifici costituenti il Castello dei Pico sia del bastione di difesa del lato di nord-ovest. Tale porzione residua della cinta muraria si è conservata in quanto costitutiva il muro di sostegno di una rampa in terra, ovvero la "montagnola", di accesso al settecentesco teatro Greco Corbelli. Il rilevato era caro ai giovani mirandolesi, quale terreno per giochi estivi ed invernali.